# Полтавська обласна премія імені Леоніда Бразова
Полта́вська обласна́ пре́мія і́мені Леоні́да Бра́зова присуджується із 2007 року.
Основна мета Полтавської обласної премії імені Леоніда Бразова — сприяти розвитку сучасної української літератури, пропагувати творчість сучасних письменників-земляків серед населення, утверджувати гуманістичні цінності в суспільстві.
Полтавська обласна премія імені Леоніда Бразова присуджується за досягнення в галузі сучасної української літератури.

## Лауреати

### 2007 рік
- Номінація «Поезія»:
  - Гальченко Анатолій Васильович, член Національної спілки письменників України, за збірку «Стерня» (Полтава, 2005);
- Номінація «Проза»:
  - Костенко Микола Васильович, член Національної спілки письменників України, за книгу прози «Золоті ворожбити: новелетки й оповідки» (Полтава, 2006);
- Номінація «Публіцистика»:
  - Наливайко Іван Микитович, член Національної спілки журналістів України, за публікації в «Зорі Полтавщині» (2005—2007), збірку нарисів «З глибини віків відлунюють малинові дзвони» (Полтава, 2001), «Невгамовний біль на віки» (Полтава, 2006);
- Номінація «Драматургія»:
  - Хоролець Лариса Іванівна, народна артистка України, член Національної спілки письменників України, член Національної спілки театральних діячів, член Національної ради Конгресу української інтелігенції, за драму «Третій» (Полтава, 2007);
- Номінація «Критика і літературознавство»:
  - Дяченко Анатолій Миколайович, член спілки літераторів Полтавщини за збірку критичних статей, рецензій, біографічних нарисів про полтавських літераторів другої половини XX ст. «Хвалю й сварю, кого люблю» в 2-х томах (Полтава, 2005).

### 2008 рік
- Номінація «Поезія»:
  - Мирний Володимир Степанович, член Національної спілки письменників України, поет, за збірку «Життя по колу йде»;
- Номінація «Проза»:
  - Раїса Плотникова, письменниця, за роман «Афганський кут»;
- Номінація «Публіцистика»:
  - Василь Котляр, письменник, за комедію «Чиста криниця»;
- Номінація «Драматургія»:
  - Віталій Цебрій, журналіст, за книгу історичних нарисів, статей та портретів «Полтавський пантеон»;
- Номінація «Літературознавство»:
  - Лариса Безобразова, кандидат філологічних наук, за видання зібрання творів Леоніда Бразова та збірник наукових розвідок «Батько».

### 2009 рік
- Номінація «Поезія»:
  - Лідія Віценя, редактор відділу культури Всеукраїнської громадсько-політичної газети «Зоря Полтавщини», член Національної спілки письменників України, за книгу поезій «Усе в житті не випадково»;
- Номінація «Проза»:
  - Нечитайло Іван Якович, член Національної спілки письменників України, за книгу новел, оповідань і повістей «А життя дається раз…»;
- Номінація «Публіцистика»:
  - Валентин Посухов, журналіст, член Полтавської спілки літераторів, за збірку публіцистичних творів «Земля скарбів»;
- Номінація «Драматургія»:
  - Наталія Коломієць, заступник завідувача редакції радіотеатру на Українському радіо, за збірку п'єс і радіоп'єс «Літо відповідей»;
- Номінація «Літературознавство»:
  - Пащенко Володимир Олександрович, академік Академії педагогічних наук України, за монографію «Гончарова правда про духовність і церкву».

### 2010 рік
- Номінація «Поезія»:
  - Інна Дідик (Снарська), член Національної спілки письменників України, за поетичні збірки «Дві землі-дві долі», «Вересові пісні Зорі»;
- Номінація «Проза»:
  - Володимир Ковпак, прозаїк, за повість «Келебердянський вій»;
  - Іван Моцар, член Національної спілки журналістів України, за збірку «Овиди пам'яті. Літературні спомини, щоденники»;
- Номінація «Публіцистика»:
  - Любов Непопушева (Кизименко), бандуристка, за книгу «Перлина України»;
- Номінація «Драматургія»:
  - Наєнко Михайло Кузьмович, член Національної спілки письменників України, за драматичні твори «Отець Антоній», «Фауст»;
- Номінація «Літературознавство»:
  - Ольга Ніколенко, доктор філологічних наук, професор Полтавського національного педагогічного університетуімені В. Г. Короленка, за монографії: «Поезія французького символізму», «Бароко. Класицизм. Просвітництво», «Романтизм у поезії».

### 2011 рік
- Номінація «Поезія»
  - Печора Олександр Андрійович, член Полтавської спілки літераторів, за збірки поезій «Повстали приспані тривоги», «Яблуко на вітрах».
- Номінація «Проза»
  - Луньова Тетяна Володимирівна, прозаїк, кандидат філологічних наук, за книгу новел і акварелей «Рукописи не форматуються».
- Номінація «Драматургія»
  - Нестуля Людмила Анатоліївна, член Міжрегіональної спілки письменників України, режисер і сценарист Полтавської ОДТРК «Лтава», за телевізійний фільм «Квіти на зиму».
- Номінація «Публіцистика»
  - Єрмак Олександр Петрович, Киридон Петро Васильович, Год Борис Васильович, науковці Полтавського національного педагогічного університету імені В. Г. Короленка, за монографію «Полтавський державний педагогічний університет імені В. Г. Короленка: історія і сучасність».
- Номінація «Критика і літературознавство»
  - Сарапин Віта Василівна, кандидат філологічних наук, доцент кафедри педагогіки, культурології та історії вищого навчального закладу Укоопспілки «Полтавський університет економіки і торгівлі», за монографію «… Із хаосу душі створити світ»: поезія Юрія Клена на літературному тлі першої половини ХХ століття".

### 2012 рік
- Номінація «Поезія»
  - Фурса Наталія В'ячеславівна, член Національної спілки письменників України — за збірку поетичних творів «Страсті по Страті».
- Номінація «Проза»
  - Кириченко Любов Петрівна (літературний псевдонім Любов Пономаренко), член Національної спілки письменників України — за книгу новел «Помри зі мною».
- Номінація «Драматургія»
  - Попов Юрій Васильович, народний артист України — за сценічне втілення драми Г. Горіна «Тев'є-Тевель» за мотивами творів Шолом-Алейхема.
- Номінація «Публіцистика»
  - авторський колектив альбому «Полтавський художній музей (галерея мистецтв) імені Миколи Ярошенка» у складі: Курчакова Ольга Миколаївна, Бочарова Світлана Іванівна;
  - авторський колектив науково-популярного видання «Незгасимий вогонь. Життєвий та творчий шлях М. М. Боголюбова» у складі: Гриньова Марина Вікторівна, Ворона Лариса Іванівна.
- Номінація «Критика і літературознавство»
  - Кавун Лідія Іванівна, доктор філологічних наук, професор кафедри української літератури і компаративістики Черкаського національного університету імені Богдана Хмельницького — за монографію «М'ятежні» романтики вітаїзму: проза ВАПЛІТЕ".

### 2013 рік
- Номінація «Поезія»
  - Вовченко Галина Василівна, член ради Полтавської спілки літераторів, — за збірку «Фото. Поезії»;
  - Голобородько Тамара Андріївна, поетеса — за збірку поезій «Стежинами Божого слова».
- Номінація «Проза»
  - Кацай Олексій Опанасович, член Національної спілки письменників України — за роман «Пекло».
- Номінація «Драматургія»
  - колектив Полтавського общинного театру «А ідише мазл» імені В. Бурлаки (художній керівник — Гопей Олена Іванівна) — за сценічне втілення п'єси З. Сагалова «Танго-33».
- Номінація «Публіцистика»
  - Шмалько (Данько) Ніна Леонтіївна, член Полтавської спілки літераторів, Кременчуцької міської спілки літераторів «Славутич» — за есей «Григір Тютюнник і Мануйлівка».
- Номінація «Критика і літературознавство»
  - Кобзар Олена Іванівна, доктор філологічних наук, професор кафедри ділової іноземної мови ВНЗ Укоопспілки «Полтавський університет економіки і торгівлі» — за монографію «Фрідріх Геббель: художні виміри міфу» (Полтава, 2011).

### 2015 рік
- Номінація «Поезія»
  - Харасайло (Виноградова) Наталія Никифорівна, поетеса, член Національної спілки письменників України — за книгу поезій «Два голоси для флейти».
- Номінація «Проза»
  - Сердюк Віктор Володимирович, член Полтавської спілки літераторів — за книги для дітей: «Чарівне скельце, або подорож за сміливістю», «Таємниця різдвяних подарунків».
- Номінація «Драматургія»
  - Циба Сергій Васильович, артист, провідний майстер сцени Полтавського академічного обласного театру ляльок — за творчу діяльність з відродження українських національних традицій, вагомий особистий внесок у розвиток професійного театру.
- Номінація «Публіцистика»
  - авторський колектив у складі: Демиденко Вадима Олександровича та Демиденко Тетяни Прокопівни — за збірник нарисів «Слов'янські портрети — 2».
- Номінація «Критика і літературознавство»
  - Гнізділова Олена Анатоліївна — доктор педагогічних наук, професор кафедри початкової і дошкільної освіти Полтавського національного педагогічного університету імені В. Г. Короленка — за монографію «Володимир Короленко: педагогічні ідеї та досвід педагогічної діяльності».

### 2016 рік
- Номінація «Поезія»
- Хало Ольга Іванівна, член Національної спілки письменників України — за поетичну збірку «Благословенні на любов».
- Номінація «Проза»
  - Пустовгар Галина Григорівна, прозаїк, поетеса, журналіст — за книгу «Насправді це про любов».
- Номінація «Драматургія»
  - Крим Анатолій Ісаакович, драматург, заслужений діяч мистецтв України — за історичну драму «Остання любов Гетьмана».
- Номінація «Критика і літературознавство»
  - Ленська Світлана Василівна, доктор філологічних наук, доцент кафедри української літератури Полтавського національного педагогічного університету імені В. Г. Короленка — за монографію «Українська мала проза 1920—1960 років: на перетині жанру і стилю».